# Claude Marie Philibert Babey
Claude Marie Philibert Babey ( 1786 - 1848) fue un botánico y profesor francés .

## Algunas publicaciones
- claude marie p. Babey Flore Jurassienne: Ou, Description Des Plantes Vasculaires Croissant Naturellement Dans Les Montagnes Du Jura Et Les Plaines Qui Sont Au Pied, Réunies. Edición reimpresa de 1846 de 2.012 pp., por BiblioBazaar, 510 pp. ISBN 1148913645 2010

- La abreviatura «Babey» se emplea para indicar a Claude Marie Philibert Babey como autoridad en la descripción y clasificación científica de los vegetales.[1]